# Альфред Калниньш
Альфред Калниньш (латис. Alfrēds Kalniņš; нар. 23 серпня 1879, Цесіс — пом. 23 грудня 1951, Рига) — латвійський і радянський композитор. Народний артист Латвійської РСР (1945).

## Життєпис
Народився 23 серпня 1879 року в Цесісі в сім'ї Яніса Калниньша, служив економом в одній з хазяйських садиб.
Закінчив прогімназію Р. Мільмана (1888), німецьку гімназію у Берзайні (1892), реальне училище К. Міллера. Навчався в Санкт-Петербурзькій консерваторії по класу органу в Л. Ф. Гоміліуса та по класу композиції М. А. Соколова, А. Р. Бернгарда і А. К. Лядова (1897-1901).
З дев'ятирічного віку грав на органі в Цесіський церкви Св. Йоана. Був хормейстером Ризького латиського співочого товариства (1901-1903), органістом, піаністом і хоровим диригентом в Пярну (1903-1911), Лієпаї (1911-1915), Тарту (1915-1918), Ризі (1919-1927).
Один із засновників і директорів Латвійської національної опери. Деякий час жив і працював у США (1927-1933), після повернення до Латвії був органістом Ризького собору (1933-1944), директором Латвійської консерваторії (1944-1948), з 1947 року був професором по класу фортепіано.

## Творчість
Опери «Банюта» (1920) і «Остров'яни» (1926), балет-казка «Стабурагс» (1943). Різні твори для солістів, хору та симфонічного оркестру. Автор ліричних і патріотичних пісень, обробок народних мелодій.

## Пам'ять
В 1979 році в Ризі був встановлений пам'ятник роботи скульптора Карліс Бауманіса.